# Anastassija Olegowna Romanowa
Anastassija Olegowna Romanowa (russisch Анастасия Олеговна Романова; * 2. Oktober 1991 in Dserschinski, Oblast Moskau) ist eine russische Gewichtheberin.

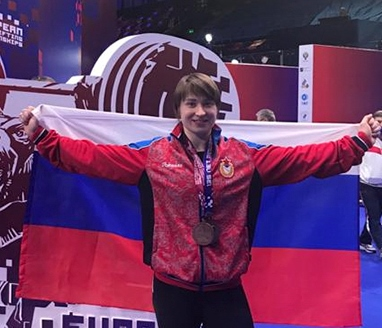
Anastassija Olegowna Romanowa

## Karriere
Romanowa war 2012 U23-Europameisterin. 2013 nahm sie an den Europameisterschaften 2013 der Aktiven teil und erreichte in der Klasse bis 75 kg den dritten Platz. Allerdings wurde sie bei der Dopingkontrolle positiv auf Stanozolol getestet und vom Weltverband IWF für zwei Jahre gesperrt. Nach ihrer Sperre gewann sie bei den Weltmeisterschaften 2015 die Bronzemedaille in der Klasse bis 69 kg.